# Aldridge-Brownhills (circonscription britannique)
Circonscription parlementaire de la Chambre des communes
La circonscription de Aldridge-Brownhills  est une circonscription située dans le West Midlands, et représentée à la Chambre des communes du Parlement britannique.

## Géographie
La circonscription comprend :
- Une partie de la ville de Birmingham
- La ville de Sutton Coldfield

## Historique
Geoff Edge du Travailliste a servi la circonscription depuis sa formation en février 1974 jusqu'en 1979, année à laquelle Richard Shepherd du Parti conservateur a été élu, il a représenter la circonscription pendant trente-six ans, même en dépit du raz de marée des travaillistes de 1997, avec un écart inférieur à la moyenne entre les conservateurs et les travaillistes. En 2014, Sir Richard Shepherd a annoncé qu'il ne se représenterait pas aux élections générales de 2015. Wendy Morton a été choisie pour le remplacer comme candidat conservateur et a obtenu le siège avec une majorité de 11 723 voix.

## Members of Parliament
| Élection | Élection | Member               | Parti        | Portrait |
| -------- | -------- | -------------------- | ------------ | -------- |
|          | Fev 1974 | Geoff Edge           | Travailliste |          |
|          | 1979     | Sir Richard Shepherd | Conservateur |          |
|          | 2015     | Wendy Morton         | Conservateur |          |

## Élections

### Élections dans les années 2010
| Parti              | Parti                | Candidat             | Voix   | %    | ±    |
| ------------------ | -------------------- | -------------------- | ------ | ---- | ---- |
|                    | Conservateur         | Wendy Morton         | 27,850 | 70,8 | 5.4  |
|                    | Travailliste         | David Morgan         | 8,014  | 20,4 | 9.4  |
|                    | Libéral Démocrate    | Ian Garrett          | 2,371  | 6,0  | 2.7  |
|                    | Green                | Bill McComish        | 771    | 2,0  | 2.0  |
|                    | Monster Raving Loony | Mark Beech           | 336    | 0,9  | 0.6  |
| Majorité           | Majorité             | Majorité             | 19,836 | 50,4 | 14.8 |
| Participation      | Participation        | Participation        | 39,342 | 65,4 | 2.1  |
| Registre électeurs | Registre électeurs   | Registre électeurs   | 60,138 |      |      |
|                    | Conservateur retenir | Conservateur retenir | Swing  | 7.4  |      |

| Parti         | Parti                | Candidat             | Voix   | %    | ±     |
| ------------- | -------------------- | -------------------- | ------ | ---- | ----- |
|               | Conservateur         | Wendy Morton         | 26,317 | 65,4 | +13.4 |
|               | Travailliste         | John Fisher          | 12,010 | 29,8 | +7.5  |
|               | Libéral Démocrate    | Ian Garrett          | 1,343  | 3,3  | -0.1  |
|               | Monster Raving Loony | Mark Beech           | 565    | 1,4  | +0.9  |
| Majorité      | Majorité             | Majorité             | 14,307 | 35,6 | 5.9   |
| Participation | Participation        | Participation        | 40,235 | 67,5 | 1.7   |
|               | Conservateur retenir | Conservateur retenir | Swing  | 2.96 |       |

| Parti         | Parti                | Candidat             | Voix   | %     | ±     |
| ------------- | -------------------- | -------------------- | ------ | ----- | ----- |
|               | Conservateur         | Wendy Morton         | 20,558 | 52,0  | −7.3  |
|               | Travailliste         | John Fisher          | 8,835  | 22,4  | +2.6  |
|               | UKIP                 | Anthony Thompson     | 7,751  | 19,6  | +19.6 |
|               | Libéral Démocrate    | Ian Garrett          | 1,330  | 3,4   | −14.3 |
|               | Green                | Martyn Curzey        | 826    | 2,1   | −0.1  |
|               | Monster Raving Loony | Mark Beech           | 197    | 0,5   | +0.5  |
| Majorité      | Majorité             | Majorité             | 11,723 | 29,7  | 9.8   |
| Participation | Participation        | Participation        | 39,497 | 65,8  | 0.7   |
|               | Conservateur retenir | Conservateur retenir | Swing  | -4.9% |       |

| Parti         | Parti                | Candidat             | Voix   | %     | ±     |
| ------------- | -------------------- | -------------------- | ------ | ----- | ----- |
|               | Conservateur         | Richard Shepherd     | 22,913 | 59,3  | +11.1 |
|               | Travailliste         | Ashiq Hussain        | 7,647  | 19,8  | −12.9 |
|               | Libéral Démocrate    | Ian Jenkins          | 6,833  | 17,7  | +5.8  |
|               | Green                | Karl Macnaughton     | 847    | 2,2   | +2.2  |
|               | Christian            | Sue Gray             | 394    | 1,0   | +1.0  |
| Majorité      | Majorité             | Majorité             | 15,256 | 39,5  | 25.6  |
| Participation | Participation        | Participation        | 38,644 | 65,1  | 1.6   |
|               | Conservateur retenir | Conservateur retenir | Swing  | +12.0 |       |

### Élections dans les années 2000
| Parti         | Parti                | Candidat             | Voix   | %    | ±    |
| ------------- | -------------------- | -------------------- | ------ | ---- | ---- |
|               | Conservateur         | Richard Shepherd     | 18,744 | 47,4 | −2.8 |
|               | Travailliste         | John D. Phillips     | 13,237 | 33,5 | −6.7 |
|               | Libéral Démocrate    | Roy M. Sheward       | 4,862  | 12,3 | +3.7 |
|               | BNP                  | William R. Vaughan   | 1,620  | 4,1  | N/A  |
|               | UKIP                 | Graham Eardley       | 1,093  | 2,8  | N/A  |
| Majorité      | Majorité             | Majorité             | 5,507  | 13,9 | 3.9  |
| Participation | Participation        | Participation        | 39,556 | 64,0 | +3.4 |
|               | Conservateur retenir | Conservateur retenir | Swing  | +2.0 |      |

| Parti         | Parti                | Candidat             | Voix   | %     | ±     |
| ------------- | -------------------- | -------------------- | ------ | ----- | ----- |
|               | Conservateur         | Richard Shepherd     | 18,974 | 50,2  | +3.0  |
|               | Travailliste         | Ian D. Geary         | 15,206 | 40,2  | −1.5  |
|               | Libéral Démocrate    | Monica Howes         | 3,251  | 8,6   | −2.6  |
|               | Socialiste Alliance  | John D. Rothery      | 379    | 1,0   | N/A   |
| Majorité      | Majorité             | Majorité             | 3,768  | 10,0  | 4.6   |
| Participation | Participation        | Participation        | 37,810 | 60,6  | −13.6 |
|               | Conservateur retenir | Conservateur retenir | Swing  | +2.25 |       |

### Élections dans les années 1990
| Parti         | Parti                | Candidat             | Voix   | %    | ±    |
| ------------- | -------------------- | -------------------- | ------ | ---- | ---- |
|               | Conservateur         | Richard Shepherd     | 21,856 | 47,1 | −7.2 |
|               | Travailliste         | Janos Toth           | 19,330 | 41,7 | +8.4 |
|               | Libéral Démocrate    | Celia M. Downie      | 5,184  | 11,2 | −1.2 |
| Majorité      | Majorité             | Majorité             | 2,526  | 5,4  | 15.7 |
| Participation | Participation        | Participation        | 46,370 | 74,3 | -8.3 |
|               | Conservateur retenir | Conservateur retenir | Swing  | +7.8 |      |

| Parti         | Parti                | Candidat             | Voix   | %    | ±    |
| ------------- | -------------------- | -------------------- | ------ | ---- | ---- |
|               | Conservateur         | Richard Shepherd     | 28,431 | 54,3 | +1.0 |
|               | Travailliste         | Neil E. Fawcett      | 17,407 | 33,3 | +4.9 |
|               | Libéral Démocrate    | Stewart Reynolds     | 6,503  | 12,4 | −5.9 |
| Majorité      | Majorité             | Majorité             | 11,024 | 21,1 | −4.0 |
| Participation | Participation        | Participation        | 52,341 | 82,6 | +2.8 |
|               | Conservateur retenir | Conservateur retenir | Swing  | −2.0 |      |

### Élections dans les années 1980
| Parti         | Parti                | Candidat             | Voix   | %    | ±    |
| ------------- | -------------------- | -------------------- | ------ | ---- | ---- |
|               | Conservateur         | Richard Shepherd     | 26,434 | 53,4 | +2.7 |
|               | Travailliste         | Clive Duncan         | 14,038 | 28,3 | +3.4 |
|               | Social Démocratique  | Glynn Betteridge     | 9,084  | 18,3 | −6.1 |
| Majorité      | Majorité             | Majorité             | 12,936 | 25,1 | -0.7 |
| Participation | Participation        | Participation        | 49,556 | 79,8 | +1.6 |
|               | Conservateur retenir | Conservateur retenir | Swing  | −0.4 |      |

| Parti         | Parti                | Candidat             | Voix   | %      | ±     |
| ------------- | -------------------- | -------------------- | ------ | ------ | ----- |
|               | Conservateur         | Richard Shepherd     | 24,148 | 50,7   | +0.4  |
|               | Travailliste         | R.T. Burford         | 11,864 | 24,9   | −14.5 |
|               | Social Démocratique  | P.G. Gunn            | 11,599 | 24,4   | N/A   |
| Majorité      | Majorité             | Majorité             | 12,284 | 25,8   | +15.0 |
| Participation | Participation        | Participation        | 47,611 | 78,3   | −4.2  |
|               | Conservateur retenir | Conservateur retenir | Swing  | + 7.45 |       |

### Élections dans les années 1970
| Parti         | Parti                                   | Candidat                                | Voix   | %    | ±     |
| ------------- | --------------------------------------- | --------------------------------------- | ------ | ---- | ----- |
|               | Conservateur                            | Richard Shepherd                        | 26,289 | 50,3 | +11.9 |
|               | Travailliste                            | Geoff Edge                              | 20,621 | 39,4 | −4.1  |
|               | Liberal                                 | John Aldridge                           | 5,398  | 10,3 | −7.4  |
| Majorité      | Majorité                                | Majorité                                | 5,668  | 10,8 |       |
| Participation | Participation                           | Participation                           | 52,308 | 82,5 | +2.8  |
|               | Conservateur vainqueur sur Travailliste | Conservateur vainqueur sur Travailliste | Swing  | +9.8 |       |

| Parti         | Parti                   | Candidat             | Voix   | %    | ±    |
| ------------- | ----------------------- | -------------------- | ------ | ---- | ---- |
|               | Travailliste            | Geoff Edge           | 21,403 | 43,5 | +4.8 |
|               | Conservateur            | A.J.M. Teacher       | 18,884 | 38,4 | +0.5 |
|               | Liberal                 | J.A. Crofton         | 8,693  | 17,7 | −5.7 |
|               | More Prosperous Britain | Tom Keen             | 210    | 0,4  | N/A  |
| Majorité      | Majorité                | Majorité             | 2,519  | 5,1  |      |
| Participation | Participation           | Participation        | 49,190 | 79,7 | −3.5 |
|               | Travailliste retenir    | Travailliste retenir | Swing  | +3.9 |      |

| Parti         | Parti                                  | Candidat               | Voix   | %    | ±   |
| ------------- | -------------------------------------- | ---------------------- | ------ | ---- | --- |
|               | Travailliste                           | Geoff Edge             | 19,642 | 38,7 | N/A |
|               | Conservateur                           | Patricia Hornsby-Smith | 19,276 | 37,9 | N/A |
|               | Liberal                                | J.A. Crofton           | 11,883 | 23,4 | N/A |
| Majorité      | Majorité                               | Majorité               | 366    | 0,7  | N/A |
| Participation | Participation                          | Participation          | 50,801 | 83,2 | N/A |
|               | Travailliste vainqueur (nouveau siège) |                        |        |      |     |

## Référence
- (en) Cet article est partiellement ou en totalité issu de l’article de Wikipédia en anglais intitulé « Aldridge-Brownhills (UK Parliament constituency) » (voir la liste des auteurs).
- Carte des circonscriptions du Royaume-Uni — Ordnance Survey (Service cartographique du Royaume-Uni)

1. ↑  Leigh Rayment's Historical List of MPs – Constituencies beginning with "A" (part 1)
2. ↑  https://elections.walsall.gov.uk/Portals/30/Statement%20of%20Persons%20Nominated%203%20constituencies.pdf
3. ↑  « Statement of persons nominated and notice of poll » [doc], Walsall Metropolitan Borough Council (consulté le 5 juin 2017)
4. ↑  « Election Data 2015 », Electoral Calculus (version du 17 octobre 2015 sur Internet Archive)
5. ↑  « Election Data 2010 », Electoral Calculus (version du 26 juillet 2013 sur Internet Archive)
6. ↑  « Election Data 2005 », Electoral Calculus (version du 15 octobre 2011 sur Internet Archive)
7. ↑  « Election Data 2001 », Electoral Calculus (version du 15 octobre 2011 sur Internet Archive)
8. ↑  « Election Data 1997 », Electoral Calculus (version du 15 octobre 2011 sur Internet Archive)
9. ↑  « Election Data 1992 », Electoral Calculus (version du 15 octobre 2011 sur Internet Archive)
10. ↑  
« 1992 general election results » [archive du 24 juillet 2011], sur Election 1992, Politics Resources (consulté le 6 décembre 2010)
11. ↑  « Election Data 1987 », Electoral Calculus (version du 15 octobre 2011 sur Internet Archive)
12. ↑  « Election Data 1983 », Electoral Calculus (version du 15 octobre 2011 sur Internet Archive)